# 甲仙区

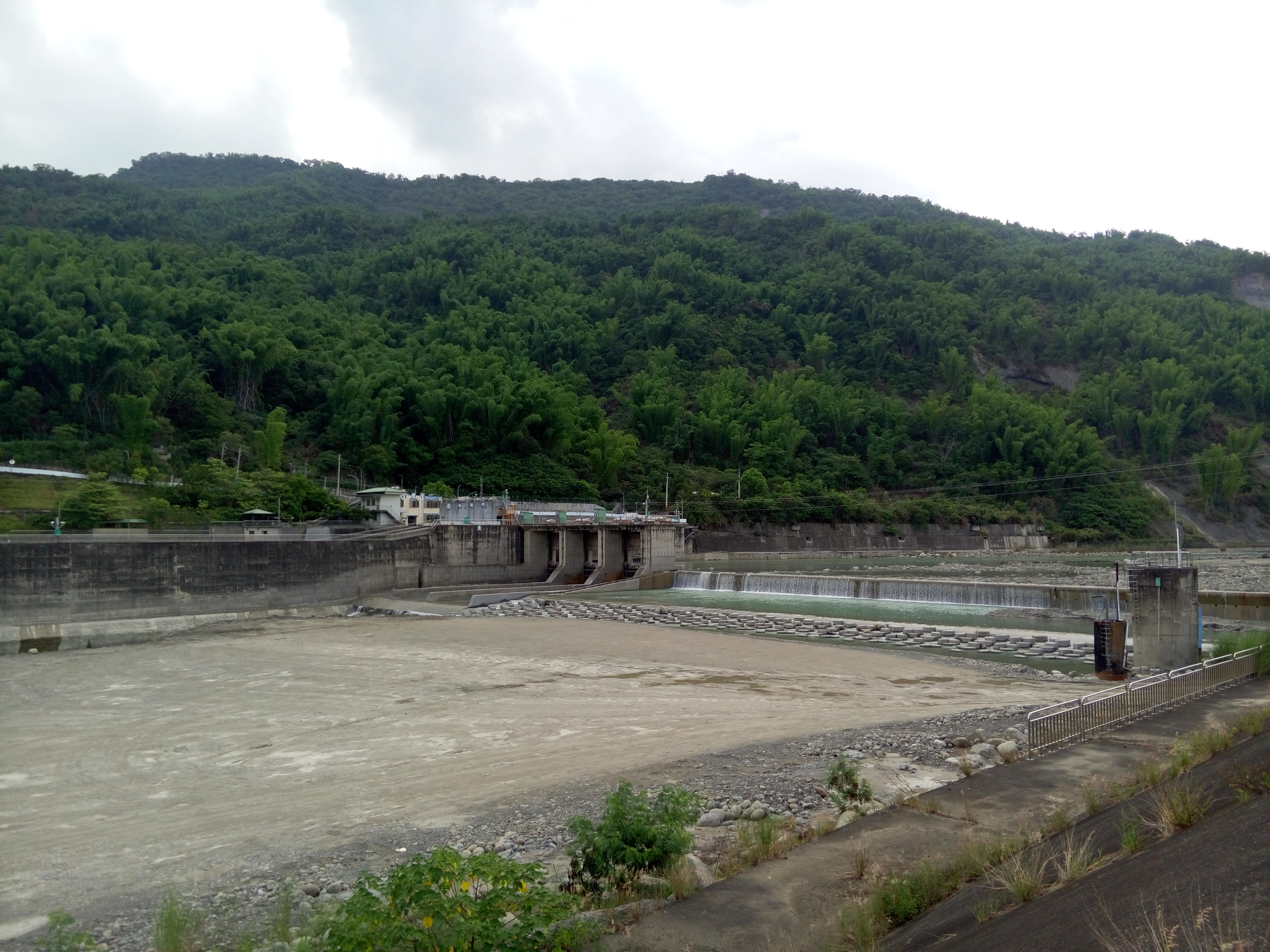
楠梓仙渓を仕切る甲仙堰

甲仙区（ジアシエン/こうせん-く）は、高雄市の市轄区。

## 地理
甲仙区は高雄市東北部に位置し、東は桃源区、六亀区と、西は台南市南化区と、北は那瑪夏区と、南は杉林区とそれぞれ接している。

## 歴史
- 2009年8月7日から8月8日にかけて台風第8号が接近。集中豪雨による土砂災害などで小林村を中心に数百名の死者を出した。

## 行政区
| 里                                                     |
| ------------------------------------------------------ |
| 東安里、西安里、和安里、大田里、宝隆里、関山里、小林里 |

| 甲仙区行政区画                                               |
| 小 林 里 関 山 里 和安里 東 安 里 西 安 里 大 田 里 宝 隆 里 |

## 歴代区長
| 代 | 氏名 | 退任日 |
| -- | ---- | ------ |

## 教育

### 国民中学
- 高雄市立甲仙国民中学

### 国民小学
- 高雄市甲仙区甲仙国民小学
- 高雄市甲仙区小林国民小学
- 高雄市甲仙区宝隆国民小学

## 交通
| 種別 | 路線名称 | その他   |
| ---- | -------- | -------- |
| 省道 | 台20線   | 南横公路 |
| 省道 | 台29線   | 旗甲公路 |

## 観光
- 六義山登山步道
- 石磯谷瀑布
- 錫安山
- 甲仙公廟
- 鎮海古軍墓
- 甲仙化石館
- 白雲仙谷
- 小林公廨
- 甲仙公園
- 小林村記念公園